# Creu de terme de Vilalta
La Creu de terme de Vilalta és una creu de terme de Sant Mateu de Bages (Bages) situada a la masia de Vilalta, demarcació de Castelltallat.
És una creu de construcció moderna situada vora el camí que va a Vilalta, uns 100 m abans d'arribar a la masia. Està formada per una grada de planta quadrada formada per tres graons de pedra i, al seu damunt, una columna amb una creu de ferro. La columna té el fust de secció octogonal i un capitell troncocònic que, als quatre angles, té gravada una creu sobre una base triangular que simbolitza el Calvari. Al damunt hi ha encastada la creu, de ferro, amb les astes decorades amb formes arrodonides. La creu ha estat feta per l'actual propietari de Vilalta, Joan Borrós Sala, i col·locada recentment en aquest indret.